# Ivans barndom
Ivans barndom (ryska: Иваново детство Ivanovo detstvo) är sovjetisk krigsfilm från 1962 i regi av Andrej Tarkovskij. Den handlar om den föräldralöse pojken Ivans upplevelser under andra världskriget.

## Medverkande
- Nikolaj Burljajev – Ivan
- Valentin Zubkov – Cholin
- Jevgenij Zjarikov – Galtsev
- Stepan Krylov – Katasonytj
- Nikolaj Grinko – Grjaznov
- Dmitrij Miljutenko – gammal man
- Valentina Maljavina – Masja
- Irma Raush – Ivans mor